# アキュラ・ZDX
ZDX（ゼットディーエックス）は、本田技研工業が生産し、アキュラブランドで販売していたクロスオーバーSUVである。

## 初代 YB1型（2009年 - 2013年）
2009年4月のニューヨーク国際自動車ショーでプロトタイプが発表され、同年冬より販売されることが8月16日に発表された。
スポーティクーペのスタイリング、4ドアセダンの居住性、そしてSUVの高いユーティリティ性を併せ持ったクロスオーバーSUVである。プラットフォームなどアキュラ・MDXをベースとしており、価格帯ではMDXより高額のアキュラ・RLと同等となっている。
2007年にカリフォルニア州トーランスに開設されたアキュラデザインスタジオが、初めて一からデザインを手がけた車であり、エクステリアのキーデザインは入社したての若手デザイナーのものが採用された。
リアドアハンドルはCピラーに溶け込むようにデザインされており、2ドアクーペのような外観を目指している。屋根は全面をガラスパネルで覆ったパノラミックガラスルーフで、2つのサンシェード付ムーンルーフを備え、フロントは屋根の外側にスライドする。リアのサイド外板パネルは深絞り整形を用いた継ぎ目の無い1枚パネルで、量産車初の試みとなっている。
室内は「2+freedom」コンセプトにより、前部座席に重点がおかれたパッケージングがされている。
エンジンは、J37A型 3.7L V型6気筒 SOHC VTEC（300hp／270ft·lbf）で、新開発のシーケンシャルモード付きの6速ATが組み合わせられ、高い動力性能と燃費性能（16/22mpg：EPA City／Highway）とを両立している。駆動方式にはアキュラ・RDXや2代目MDX同様の増速機構を省いたSH-AWD軽量仕様が採用され、高い旋回性能や車両安定性をも有している。
オプションの「テクノロジーパッケージ」は、パンチングフルグレインレザーシートや、8インチVGAモニター付ナビゲーションシステム、アキュラ/ELSプレミアムサラウンドシステムなどが装備される。「アドバンスパッケージ」は、テクノロジーパッケージの装備に加え、磁性流体を使用し減衰力特性を可変するアクティブダンパーシステムと、車速感応型パワーステアリングとを統合制御するIntegrated Dynamics System（IDS）が搭載される。その他アダプティブクルーズコントロール（ACC）や、追突軽減ブレーキ（CMBS）などが装備される。
ホイールはアキュラ最大の19インチ標準仕様となり、オプションで20インチも用意される。
同時期に、ホンダブランドではアコードクロスツアーが発表されたが、それぞれのブランドイメージに沿った性格付けと仕様設定がされている。
生産はカナダのオンタリオ州アリストン工場で行われる。
2012年10月10日、2013年モデルにてZDXの生産を終了することがアメリカンホンダより発表された。理由については新型車やコアプロダクトに集中するためとしている。
2013年モデルではフロントグリルデザインが変更され、前後バンパーにはパーキングセンサーが内蔵される。さらに自動防眩機能付電動格納ドアミラーや、前方衝突警報（Forward Collision Waring）、車線逸脱警報（Lane Departure Warning）が新たに搭載される。ラインナップは1種のみとなり、オプションパッケージは用意されない。従来のテクノロジーパッケージで提供していたAcura/ELSサラウンドサウンドシステムやナビゲーションシステムは標準搭載となる。

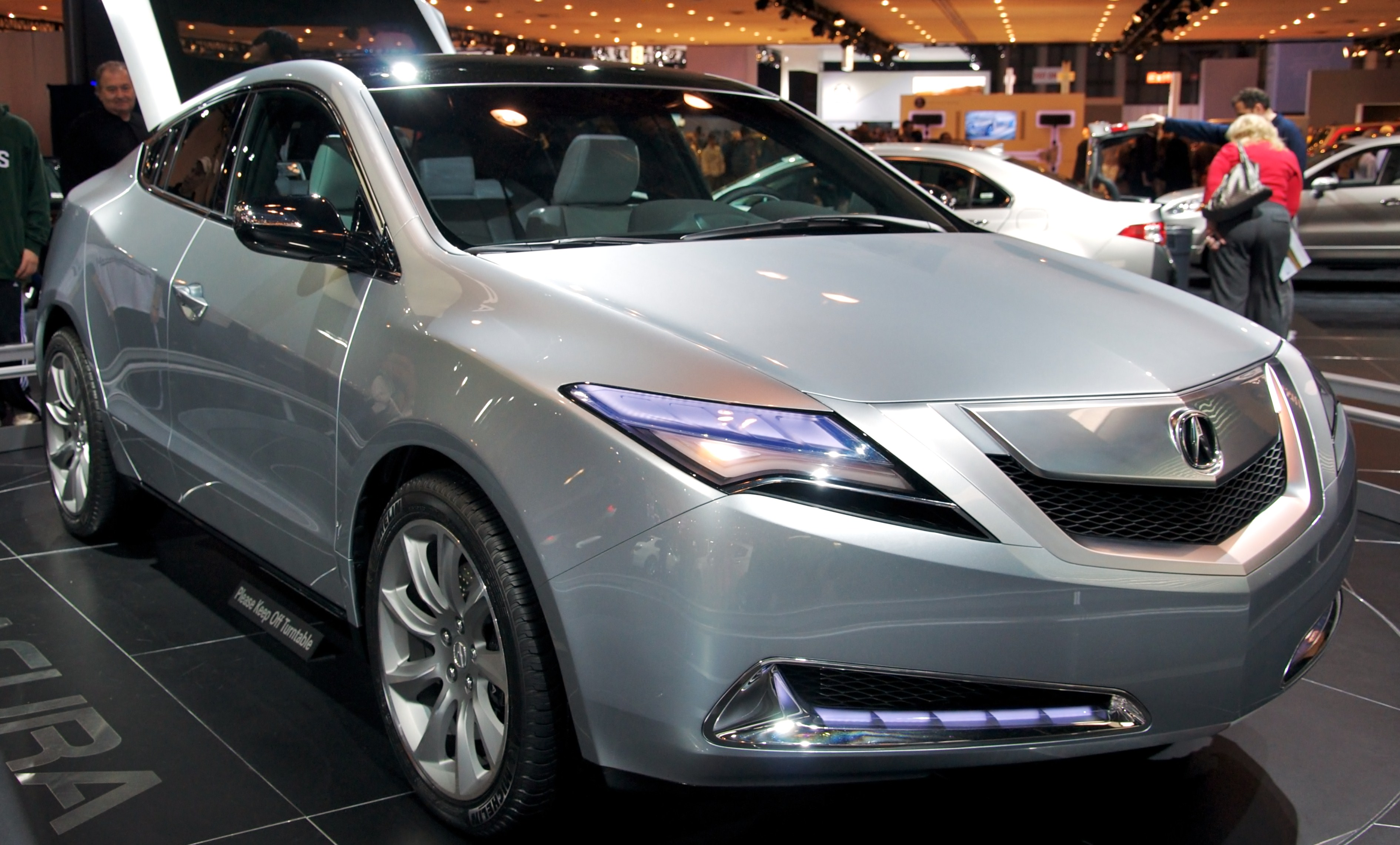
アキュラ ZDX プロトタイプ フロント
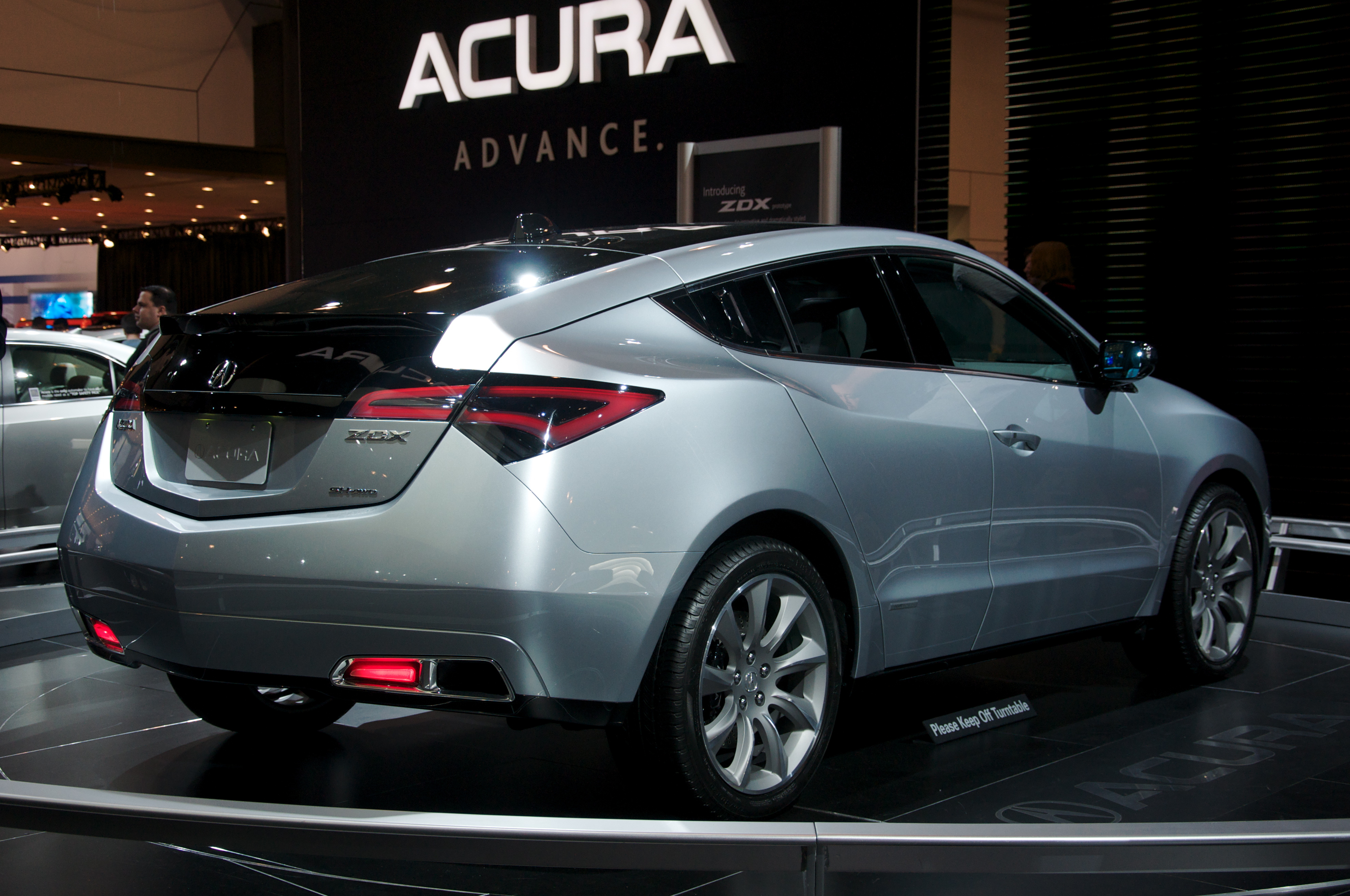
リア

## 2代目（2024年-）
2023年8月18日、アキュラブランド初の電気自動車（EV）として、ZDXおよびZDX Type Sが2024年初頭に発売されることがに発表された。
ゼネラルモーターズと共同開発され、同社のUltium（アルティウム）バッテリーを搭載する。